# Clementine af Belgien
Prinsesse Clementine af Belgien (Clémentine Albertine Marie Léopoldine; født 30 juli 1872 - død 8. marts 1955) var hustru til Napoléon Victor Bonaparte, tronprætendent til Frankrigs trone (som Napoleon V).